# 埼玉県道66号行田東松山線

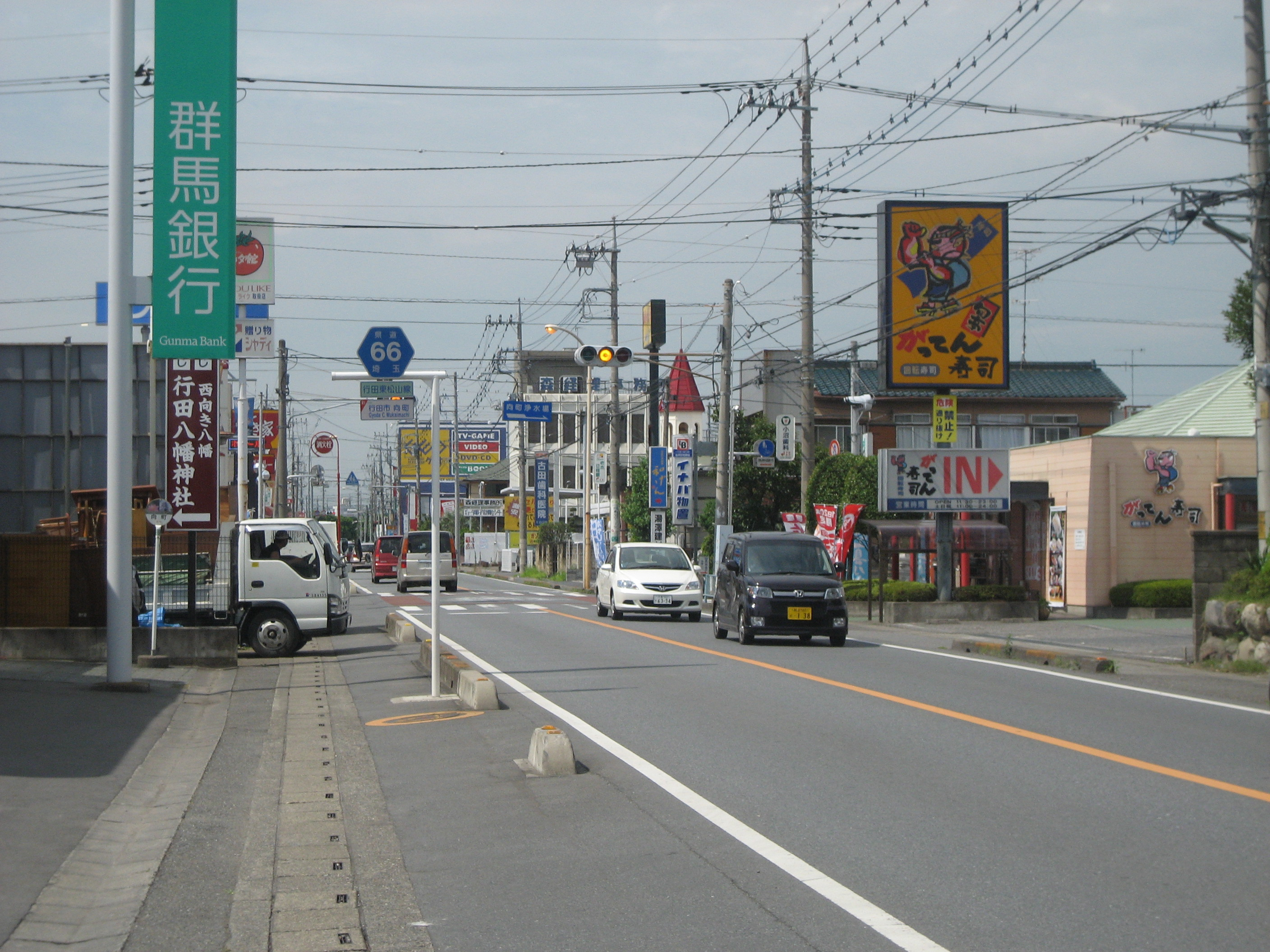
行田市向町付近

埼玉県道66号行田東松山線（さいたまけんどう66ごう ぎょうだひがしまつやません）は、埼玉県行田市から東松山市に至る県道（主要地方道）である。

## 概要
江戸時代には日光脇往還と呼ばれ、八王子から日光へ向かう街道として整備された道である。
旧道は行田市忍城跡の交差点から前谷を経由し、鴻巣市吹上本町交差点で中山道と交差する。その後、富士電機機器制御（富士電機）吹上事業所東側を通り、大芦橋の下流にかかっていた2本の旧橋を渡り、熊谷市（旧大里郡大里町）と東松山市の境付近で現道と合流するルートであった。
起点の行田市桜町交差点 - 吹上駅入口交差点間は産業道路と呼ばれており、そのうち下忍交差点 - 吹上駅前交差点間は4車線化されている。また、高崎線との交差部分は陸橋化されている（榛名陸橋）。旧道から分岐してこの陸橋へ直結しており、このうち、国道17号鎌塚交差点以南も埼玉県道66号行田東松山線となっており、国道17号 - 高崎線（手前）間には2ルート存在していることになる。
東平交差点から上野本交差点までの区間は、かつて国道407号だった。また、そのうち本町二丁目交差点から若松町一丁目交差点までの区間は、かつての国道254号だった。
高崎線と交差する陸橋（榛名通線陸橋）は、1993年8月に開通した。

## 起点・終点等
- 陸上距離：11,862m
- 起点：埼玉県行田市 埼玉県道128号熊谷羽生線交差点（桜町交差点）
- 終点：埼玉県東松山市 国道254号交差点（上野本交差点）

## 地理

### 通過する自治体
- 埼玉県
  - 行田市
  - 鴻巣市
  - 熊谷市
  - 比企郡吉見町 - 大芦橋付近の飛地を通り、その先東松山市との境付近をかすめるように通る[1]。
  - 東松山市

### 主な交差する道路
| 交差する道路                | 交差する道路                      | 交差点名       | 所在地   | 所在地 |
| --------------------------- | --------------------------------- | -------------- | -------- | ------ |
| 埼玉県道128号熊谷羽生線     | 埼玉県道128号熊谷羽生線           | 桜町           | 行田市   | 桜町   |
| 埼玉県道77号行田蓮田線      | 埼玉県道77号行田蓮田線            | 佐間           | 佐間     |        |
| 国道17号（熊谷バイパス）    | 国道17号（熊谷バイパス）          | 行忍           | 行忍     |        |
| 国道17号                    | 国道17号                          | 吹上駅入口     | 鴻巣市   | 鎌塚   |
| 埼玉県道137号吹上停車場線   | 埼玉県道307号福田吹上線           | 吹上駅前交差点 | 吹上本町 |        |
| 埼玉県道365号鎌塚鴻巣線     |                                   | 榛名陸橋（北） | 鎌塚     |        |
|                             | 埼玉県道345号小八林久保田下青鳥線 | 大芦橋（南）   | 熊谷市   | 小八林 |
| （大里比企広域農道）        |                                   | 大芦橋（南）   | 熊谷市   | 小八林 |
| 埼玉県道307号福田吹上線     |                                   | 大芦橋（南）   | 熊谷市   | 小八林 |
| （船木台通り）              | -                                 |                | 熊谷市   | 冑山   |
| 国道407号（東松山バイパス） | 国道407号（東松山バイパス）       | 東平           | 東松山市 | 東平   |
| 埼玉県道41号東松山越生線    |                                   | 本町2丁目      | 東松山市 | 本町   |
| 埼玉県道249号東松山停車場線 |                                   | 東松山駅入口   | 東松山市 | 神明町 |
| 国道254号（東松山バイパス） | 国道254号（東松山バイパス）       | 上野本         | 東松山市 | 上野本 |

### 重複区間
- 埼玉県道365号鎌塚鴻巣線：吹上駅前交差点 - 榛名陸橋（北）交差点
- 埼玉県道307号福田鴻巣線：吹上駅前交差点 - 榛名陸橋（北）交差点 - 小八林地内（荒川堤防上） - 熊谷市小八林地内（荒川堤防下五叉路）
- 埼玉県道155号さいたま武蔵丘陵森林公園自転車道線：小八林地内（荒川堤防上） - 熊谷市小八林地内（荒川堤防下五叉路）

### 交差する鉄道と河川
- 忍川（勝鬨橋）
- 上越新幹線
- 元荒川（新宿橋）
- 高崎線（榛名陸橋）
- 荒川（大芦橋）
- 和田吉野川
- 滑川（松平橋）
- 市野川（簗瀬橋）

### 沿道の施設
- ものつくり大学
- 元荒川
- 埼玉県央広域消防本部吹上分署
- 吹上駅
- 西友吹上店
- 富士電機（富士電機機器制御）吹上工場
- 東松山市民病院
- 西友東松山店（2025年8月31日で閉店）[2]
- 東松山総合福祉センター
- 東松山郵便局
- 東松山医師会病院

## ギャラリー

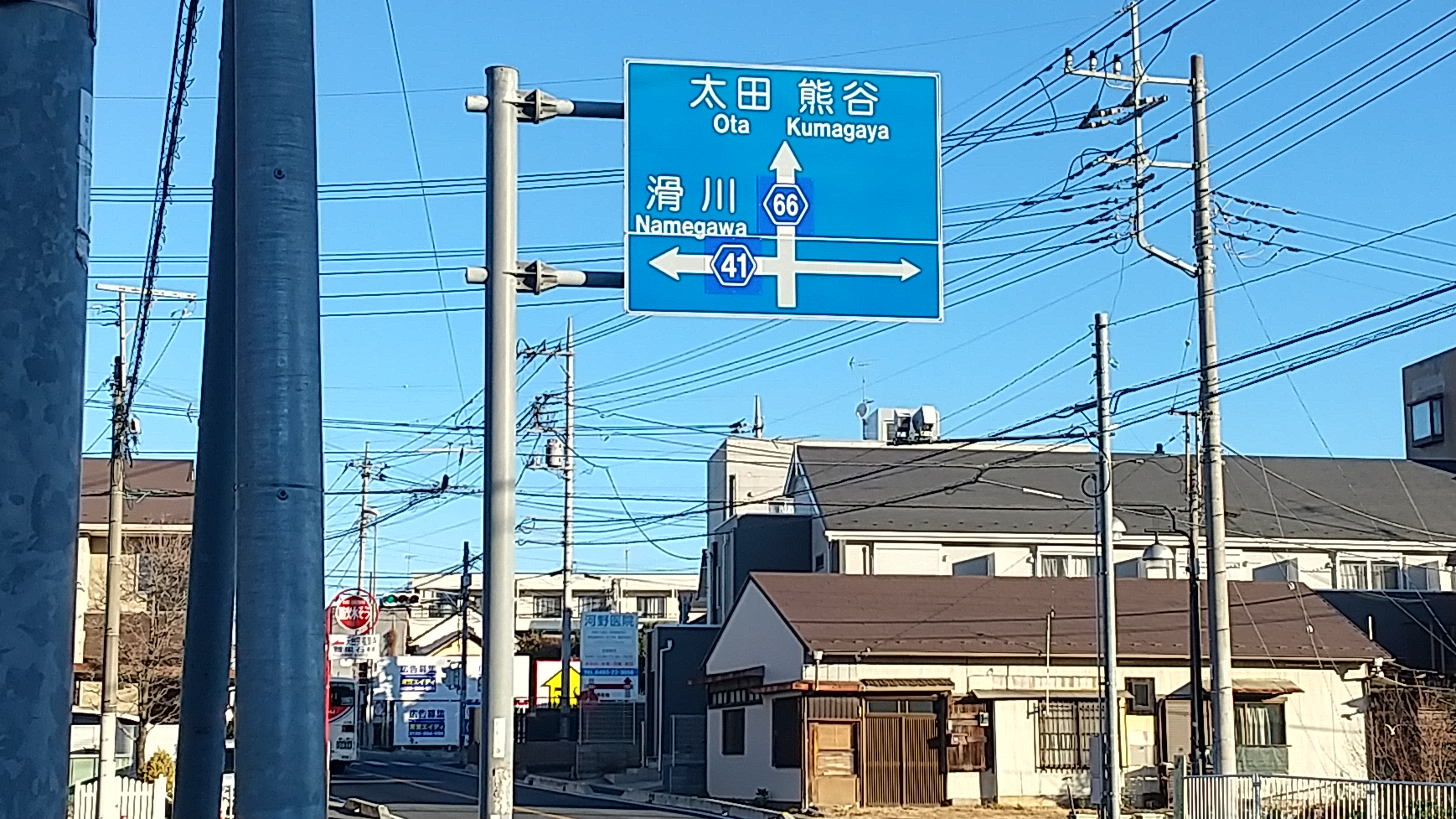
東松山市本町地区
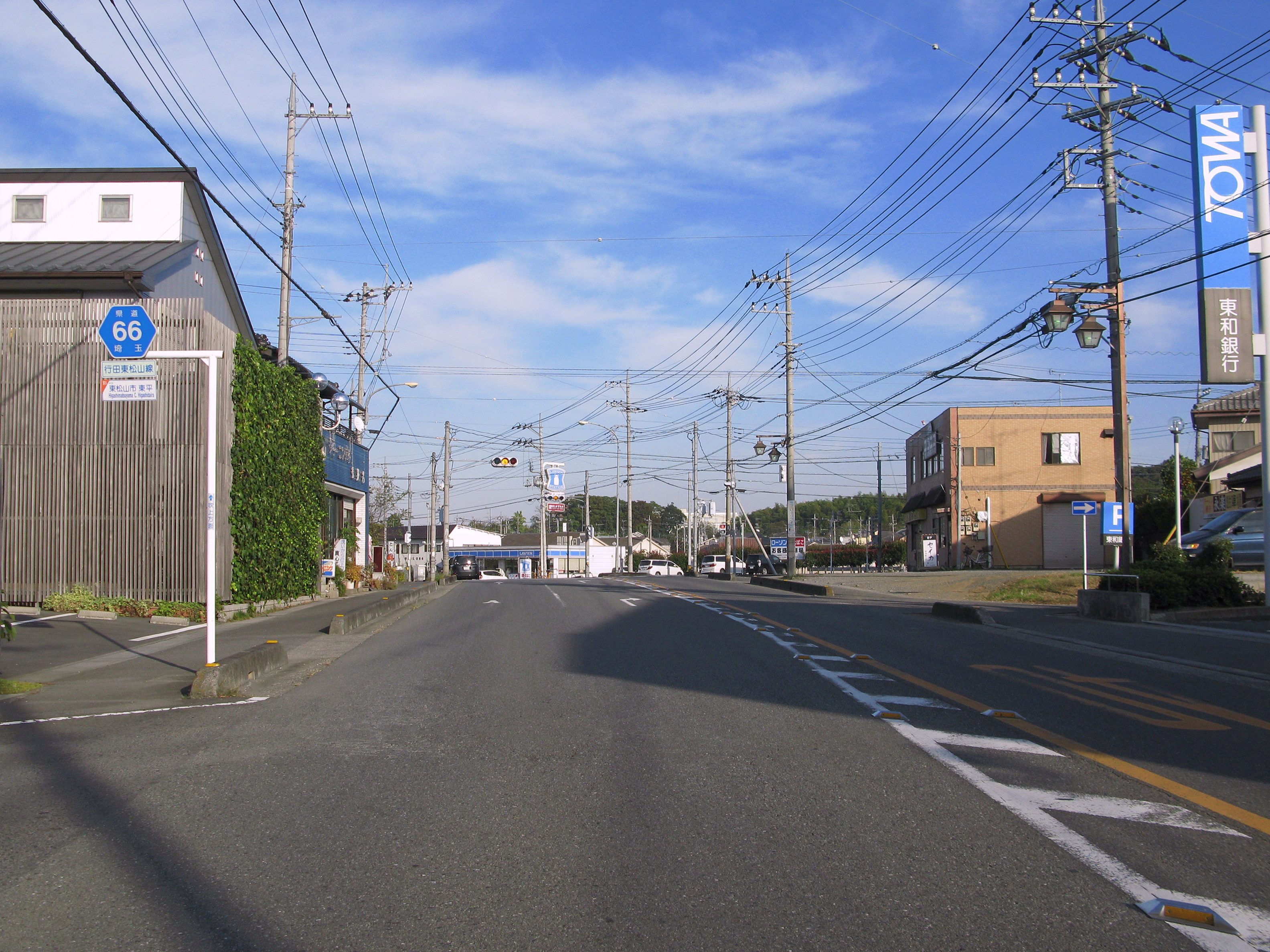
東松山市東平地区